# Metaphycus helvolus
Metaphycus helvolus és un himenòpter endoparasitoide de la família Encyrtidae de moltes espècies de caparretes. És nadiu de Sud-àfrica, però va ser introduït a Califòrnia el 1937 per al control de la caparreta negra i, posteriorment, va arribar als nostres territoris durant la dècada dels 70.

## Etimologia
- Metaphycus: mot compost grec derivat de μετα (meta-, entre)[3] i φνκος (phycus, alga)[4]
- helvolus: prové del grec antic χλωρός (khlōrós, part de l'espectre des del verd brillant al groc: el color del nou creixement de les plantes o de la mel), segurament en referència al color del seus ulls.[5]

## Descripció
Himenòpter de 1-1,5 mm de llargària. Les femelles tenen el cos i el cap ataronjats, a vegades l'abdomen pot aparéixer més fosc que la resta del cos. Les antenes, característiques d'aquest gènere, són zebrades. Els mascles són negres amb traces grogues. Els coccoïdeus parasitats per M. helvolus tendeixen a tornar-se grocs-mel i a unflar-se lleugerament. Al final del desenvolupament del parasitoide la coberta del coccoïdeus es fa translúcida i en el seu interior es poden observar les pupes dels parasitoides i els meconis que les envolten.

## Biologia
És un endoparasitoide gregari facultatiu, és a dir, el nombre d'ous que ponen les femelles depén de la grandària dels coccoïdeus als quals parasita. Així, en els coccoïdeus xicotets només pon un ou, mentre en els grans poden pondre entre dos i nou ous. Quan parasiten la caparreta negra només es desenvolupa un parasitoide. La reproducció és per partenogènesi arrenotoca, és a dir, els ous que diposita la femella, si estan fecundats donaran lloc a femelles diploides i si no ho estan, donaran lloc a mascles haploides. Així, la femella controla el sexe de la progènie controlant la fecundació dels seus òvuls. La ràtio sexual d'aquesta espècie és molt prop del 1:1. Quan emergeixen les femelles no contenen òvuls madurs, com a màxim arriben a tindre entre 8 i 14 ous al seu interior, són sinovigèniques, és a dir, emergeixen amb un nombre reduït d'ous (2-4 ous) i van madurant ous al llarg de la seua vida. Les femelles s'alimenten dels fluids de les caparretes mitjançant picades d'alimentació. Per a això punxen repetidament el dors de la caparreta fins que els fluids d'aquesta emergeixen. Poden produir-ne més mort en conseqüència de la seua alimentació que pel parasitisme pròpiament dit. És més abundant a la primavera.

## Control de plagues
Parasiten moltes espècies de caparretes, de les quals cal destacar la caparreta negra (Saissetia oleae) i caparreta grisa (Coccus pseudomagnoliarum). Parasita el 2n i 3r estadi de la caparreta negra i tots els estadis de caparreta grisa. D'aquesta última caparreta, és el principal parasitoide i el probablement el responsable del seu control. El paper que juga com a agent de control de la caparreta negra és més controvertit perquè s'engloba dins d'un complex de parasitoides i depredadors que s'alimenten d'aquesta.
Es recomanable plantar baladre als camps on les caparretes poden esdevindre en plaga, especialment en olivars i camps de cítrics, ja que aquesta planta funciona com a planta búnquer. D'aquesta manera els parasitoides sempre disposen d'hostes en camp on poden completar el seu cicle.
El 1992 aquesta espècie es va utilitzar com un agent biològic de control de plagues.